# Escobaria robbinsorum
Escobaria robbinsorum är en kaktusväxtart som först beskrevs av W.H. Earle, och fick sitt nu gällande namn av David Richard Hunt. Escobaria robbinsorum ingår i släktet Escobaria och familjen kaktusväxter. Inga underarter finns listade i Catalogue of Life.